# Aeroporto di Príncipe
L'aeroporto di Príncipe (in portoghese Aeroporto de Príncipe) è l'unico aeroporto che serve l'isola di Príncipe, nello stato africano di São Tomé e Príncipe. È situato a 3 km a nord di Santo António, il principale centro abitato dell'isola.

## Storia
L'aeroporto fu costruito nel 1968, quando l'isola era ancora sottoposta alla dominazione coloniale portoghese.